# Lukas Sutkus
Lukas Sutkus (* 17. Juni 2004) ist ein litauischer Leichtathlet, der sich auf den Sprint spezialisiert hat.

## Sportliche Laufbahn
Erste internationale Erfahrungen sammelte Lukas Sutkus im Jahr 2022, als er bei den U20-Weltmeisterschaften in Cali mit 47,55 s im Halbfinale im 400-Meter-Lauf ausschied. Im Jahr darauf wurde er bei der 2. Liga der Team-Europameisterschaft im Zuge der Europaspiele in Chorzów in 3:15,95 min Vierter in der Mixed-Staffel über 4-mal 400 Meter. Anschließend belegte er bei den U20-Europameisterschaften in Jerusalem in 46,36 s den vierten Platz über 400 Meter. 2025 gelangte er bei der 1. Liga der Team-Europameisterschaft in Madrid mit der Mixed-Staffel in 3:19,86 min auf den sechsten Platz im B-Lauf. Anschließend schied er bei den U23-Europameisterschaften in Bergen mit 47,28 s in der ersten Runde über 400 Meter aus.
In den Jahren 2023 und 2024 wurde Sutkus litauischer Meister im 400-Meter-Lauf im Freien sowie von 2023 bis 2025 in der Halle. Zudem wurde er 2025 auch Hallenmeister in der Mixed-Staffel über 4-mal 400 Meter.

## Persönliche Bestzeiten
- 400 Meter: 46,36 s, 9. August 2023 in Jerusalem (litauischer U20-Rekord)
  - 400 Meter (Halle): 47,21 s, 15. Februar 2025 in Bærum